# Замятин, Пётр Павлович (журналист)
Пётр Па́влович Замя́тин (5 сентября 1931, село Куваршино, Восточно-Сибирский край, СССР — 15 февраля 2011, Красноярск, Российская Федерация; похоронен в Куваршине) — советский и российский журналист, редактор. Главный редактор газеты «Красноярский рабочий» в 1974—1989 гг. Заслуженный работник культуры РСФСР (1975).

## Образование
- Средняя школа № 3 города Красноярска[1].
- Факультет журналистики Ленинградского государственного университета (окончил в 1955)[2].
- Высшая партийная школа КПСС[3].

## Биография
Сразу по окончании ЛГУ в 1955—1960 годах работал в редакции газеты «Красноярский комсомолец». В 1960—1989 годах работал в газете «Красноярский рабочий», где был корреспондентом, заведующим отделом строительства, заместителем редактора и — с 1974 по 1989 год — главным редактором. В пору своего главного редакторства привлёк в газету молодых журналистов, ставших впоследствии крупными журналистами регионального и всероссийского уровня — Василия Нелюбина, Людмилу Винскую, Игоря Рака, Зою Касаткину, Юрия Мазия. Член КПСС.
В 1989—1998 годах работал в Красноярском краевом управлении печати и массовой информации — заместителем начальника управления и начальником отдела периодической печати.
Был руководителем красноярского краевого общественного учреждения «Реликвия». В 2000-х гг. редактировал книгу «Никто не забыт» об участии красноярцев во Второй мировой войне.
Более 10 лет возглавлял Союз журналистов Красноярского края.
Автор книги воспоминаний «Слово в газетной строке (Записки редактора)» (2001, совместно с Борисом Петровым).

## Награды
- Орден Дружбы народов
- Заслуженный работник культуры РСФСР (1975)[6]

### Публикации Петра Замятина

#### Книги
- Замятин П. П., Петров Б. М.. Слово в газетной строке (Записки редактора). — Красноярск: Буква, 2001. — 256 с.

### О Петре Замятине
- Жизнь в газетной строке // Красноярский рабочий. — 5 сентября 2001 года.
- Зыков В. Жизнь — газетной строкой // Государственная универсальная научная библиотека Красноярского края. — 2011.
- Красноярская пресса. XX век: Сборник материалов по истории СМИ Красноярского края / Сост. Ю. П. Авдюков. — Красноярск, 2002. — С. 292.
- Лебединский Валерий. Олицетворял журналистику // Красноярская газета. — № 16. — 4 марта 2011 года.
- Умер бывший редактор газеты «Красноярский рабочий» Пётр Замятин // Красноярский рабочий. — 16 февраля 2011 года.